# Cerro de Castelanes
Cerro de Castelanes är ett samhälle i kommunen Luvianos i delstaten Mexiko i Mexiko. Cerro de Castelanes hade 125 invånare vid folkräkningen år 2020.